# Atheta celata
Atheta celata är en skalbaggsart som först beskrevs av Wilhelm Ferdinand Erichson 1837.  Atheta celata ingår i släktet Atheta, och familjen kortvingar. Arten är reproducerande i Sverige.